# کوروئبوس الیس
کوروئبوس الیس (زبان یونانی: Κόροιβος Ἠλεῖος) ورزشکار دو و میدانی در بازی‌های المپیک باستان بود.
وی در مسابقات کشوری و بین‌المللی در مجموع برندهٔ ۱ مدال طلا شده‌است.